# Улица Эргелю
Улица Э́ргелю (латыш. Ērģeļu iela — «Орга́нная») — небольшая дугообразная улица в Курземском районе города Риги, в историческом районе Агенскалнс. Соединяет улицы Даугавгривас и Калнциема, с другими улицами не пересекается.
Общая длина улицы Эргелю составляет 105 метров. На всём протяжении замощена булыжником. По обеим сторонам имеются неширокие тротуары, покрытые асфальтом или тротуарной плиткой. Общественный транспорт по улице не курсирует.

## История
Улица Эргелю впервые упоминается в 1885 году под своим нынешним наименованием (рус. Органный переулок, нем. Orgelstrasse), которое никогда не изменялось.
Название улицы связано с владельцем предприятия по изготовлению органов А. Мартином, который владел двумя участками по обеим сторонам улицы Эргелю при её примыкании к ул. Калнциема.

## Застройка

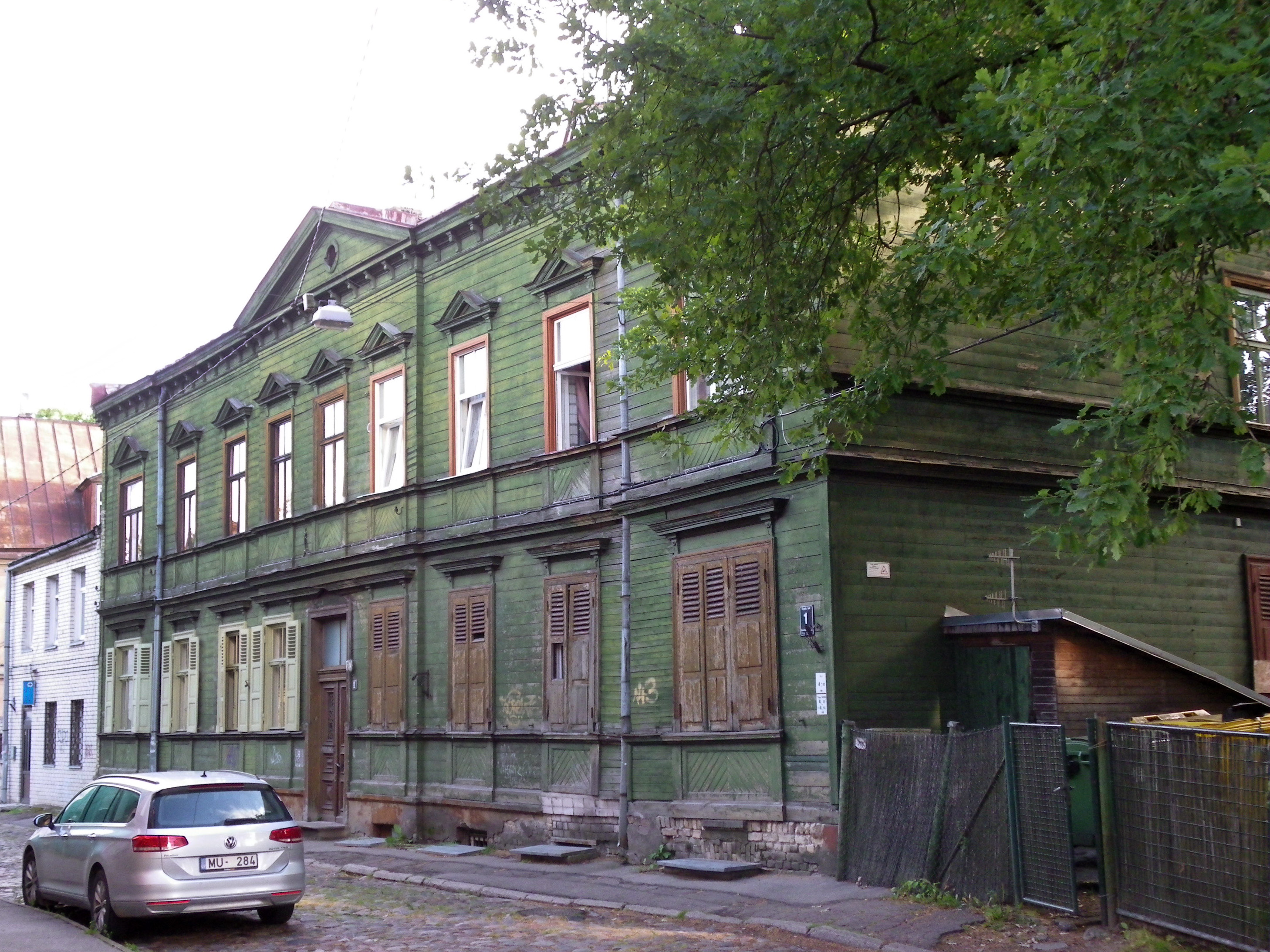
Дом № 1 в 2022 году.

- Дом № 1 — двухэтажный деревянный доходный дом (1899, архитектор Альфред Ашенкампф), памятник архитектуры местного значения[5]. Изначально принадлежал семье Корецких. В начале 1900-х годов здесь на протяжении полугода у своего друга Г. Ансабергса[латыш.] жил писатель Янис Порукс[4].
- Дом № 2 — двухэтажный деревянный доходный дом (1895, архитектор Аполлон Эдельсон), памятник архитектуры местного значения[6]. Изначально принадлежал семье Штраусов.